# クロツチクジラ
クロツチクジラ (学名: Berardius minimus) は、アカボウクジラ科ツチクジラ属に分類されるハクジラ類の一種であり、2019年に新種として登録されたことからも生態情報などには不明な点が多い。

## 分類
2019年にミトコンドリアDNAの違いにより、ツチクジラ属のミナミツチクジラとツチクジラから区別された。これ以前には主に北海道の捕鯨関係者の間で「カラス」や「クロツチ」と呼ばれてツチクジラと異なる存在として見なされていた他にも、ソビエト連邦時代には「オホーツク海でトックリクジラが見られる」と報告されていたが、トックリクジラ属は北太平洋には分布していないため、これらの報告が本種や外見的特徴から「Tropical Bottlenose Whale（熱帯のトックリクジラ）」とも呼ばれるタイヘイヨウアカボウモドキに該当していたのかは不明である。
英語での一般名「Sato's beaked whale」は撮影した写真が新種の決め手となった北海道を拠点にする研究者およびホエールウォッチングの従事者である佐藤晴子の名前に因んでいる。山田格らの論文の図1と図2のクレジットも参照。

## 特徴

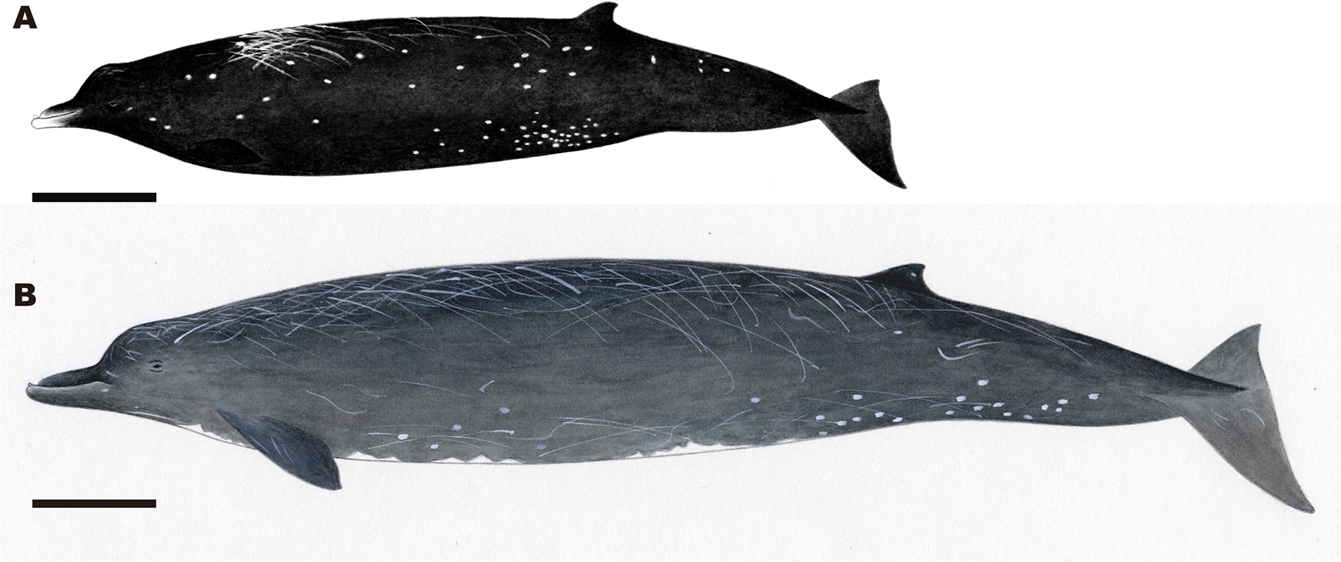
標準的なツチクジラとの大きさの比較。

成熟時の体長は7メートル前後と他のツチクジラ属よりも顕著に小型であり、嘴もより短く体長の約4%である。ツチクジラ属の他の種が灰色で長い線状の模様があるのに対し、クロツチクジラはこれらの模様を持たず、体色はより暗く皮膚もより滑らかであり、そのためダルマザメに噛まれたであろう直径約5センチメートルの丸く白い跡が目立つ。体表の傷が他のツチクジラ属と同様にオス同士の闘争によって生じるのかについては判明していない。
生態については不明な点が多い。推測される食性は他のアカボウクジラ科と同様にイカを主食とし、小型の魚類やエビなども捕食している可能性がある。

## 分布
北半球の固有種であり、ストランディングした個体の遺伝子サンプルに基づいて、日本列島周辺の海域、ロシア連邦及びアラスカ州などに分布していると考えられている。分布は限定的であり、主に北緯40度から60度、東経140度から西経160度にかけて生息していると思われる。特に根室海峡の周辺で多く観察されており、北海道の知床半島と網走市の沿岸では本種やツチクジラなどをホエールウォッチング中にまたは陸上から観察できる可能性がある。

## 保護
生態や個体数についてはほとんど分かっていないが、推定個体数が少ないことから国際自然保護連合は近危急種に分類している。意図的または誤認による捕獲の他には、混獲、船舶との衝突、環境汚染、気候変動などの脅威が考えられる。